# Gienek Loska
Gienek Loska, właśc. Hienadzij Łoska (biał. Генадзій Лоска; ros. Геннадий Лоска, Giennadij Łoska; ur. 8 stycznia 1975 w Białooziersku, zm. 9 września 2020 tamże) – białorusko-polski wokalista, kompozytor i gitarzysta.

## Życiorys
Będąc uczniem szkoły podstawowej założył swój pierwszy zespół muzyczny, którego próby odbywały się w szkolnej sali, udostępnianej przez nauczyciela wiedzy wojskowej, będącego fanem zespołu The Beatles. Po skończeniu szkoły podstawowej podjął naukę w klasie o profilu kulturalno-oświatowym szkoły średniej w Grodnie, jednak po roku zakończył edukację, wybierając uliczne granie na gitarze, na której zaczął grać, mając 14 lat. Pierwsze pieniądze zarobił, grając w mińskim metrze. Lubił wtedy twórczość zespołu Scorpions.
W 1990 wraz z Andrzejem Makarewiczem założył blues rockowy zespół Seven B. W 1992 przyjechał wraz z zespołem do Polski, gdzie początkowo koncertowali w Augustowie i Białymstoku, a niedługo później na zaproszenie kolegi przyjechali do Krakowa, w którym się osiedlili i występowali na ulicach oraz w klubach muzycznych. Wspólna działalność trwała do 2006, kiedy to Loska postanowił odejść z zespołu. Do tego czasu zespół nagrał trzy albumy: Rocktales, Make up Your Mind i Acoustic.
W 2004 przeprowadził się do Wrocławia oraz wziął udział w jednym z odcinków programu TVP2 Szansa na sukces, w którym wykonał utwór „Ja ogień, Ty woda” zespołu Wilki. W 2009 został zaproszony przez Alka Mrożka do nagrania wspólnego albumu pt. Lepiej niż wczoraj, który ukazał się w sprzedaży 9 października 2009. W 2010 wziął udział w przesłuchaniach do trzeciej edycji programu TVN Mam talent!, jednak nie dostał się do półfinałowego etapu tego programu.
W 2011 został uczestnikiem pierwszej polskiej edycji programu X Factor, w której występował w drużynie Czesława Mozila. Ostatecznie zwyciężył w programie, pokonując w finale Michała Szpaka i Adę Szulc. Po udziale w programie założył zespół Gienek Loska Band, z którym 21 listopada 2011 wydał album pt. Hazardzista.

### Życie prywatne
W 2004 poślubił Agnieszkę, z którą miał córkę, Aleksandrę (ur. 2007). Określał się jako „polski Białorusin”, posiadał polskie obywatelstwo.
5 maja 2018 podczas wizyty na Białorusi doznał rozległego udaru mózgu. Był operowany w szpitalu w Baranowiczach i przez wiele miesięcy pozostawał w śpiączce, będąc pod opieką matki. Zmarł w domu rodzinnym w Białooziersku 9 września 2020, a następnego dnia został pochowany na miejscowym cmentarzu.

## Dyskografia
Albumy
| 2009                           | Lepiej niż wczoraj (oraz Alek Mrożek) - Data: 9 października 2009 - Wydawca: B&J Music | –  |               |
| 2011                           | Hazardzista - Data: 21 listopada 2011 - Wydawca: Sony Music Entertainment Poland       | 5  | - złota płyta |
| 2013                           | Dom - Data: 16 kwietnia 2013 - Wydawca: Sony Music Entertainment Poland                | 28 |               |
| „–” pozycja nie była notowana. |                                                                                        |    |               |

Notowane utwory
| 2011                           | „W jedną stronę bilet”                                                                 | –  | 15 | Hazardzista   |
| 2011                           | „Dusza”                                                                                | –  | 28 | Hazardzista   |
| 2012                           | Maciej Maleńczuk – „Highwayman” (oraz John Porter, Adam „Nergal” Darski, Gienek Loska) | 43 | –  | Psychocountry |
| „–” pozycja nie była notowana. |                                                                                        |    |    |               |

## Filmografia
- 2011 – Wygrany, jako uliczny grajek (on sam)[24]

## Programy telewizyjne
- 2004: Szansa na sukces
- 2010: Mam talent!
- 2011: X Factor